# Jeff „Tain” Watts
Jeff Tain Watts (Pittsburgh, 1960. január 20. –) amerikai dzsesszdobos. Néhány hírneves partnere: Wynton Marsalis, Branford Marsalis, Betty Carter, Michael Brecker, Alice Coltrane, Ravi Coltrane,.. − és mások.

## Pályafutása
Watts klasszikus ütőhangszer-szakon végzett a pittsburghi Duquesne Egyetemen, ahol elsősorban üstdobos volt. Ezután a Berklee College of Music-ra iratkozott be. Jeff Watts − akit a zenészek egymás között csak „Tainnek” hívnak − „tanulóéveit” éveit Wynton és Branford Marsalis társaságában töltötte. Társai zeneszerzői képességeire is ma már hamar felfigyeltek. 1981-ben csatlakozott a Wynton Marsalis Quartethez. Három Grammy-díjat nyert az együttessel. Watts 1988-ban hagyta el Wynton Marsalis-t, George Bensonnal, Harry Connick Jr.ral és McCoy Tynerrel dolgozozott. 1989-ben csatlakozott a Branford Marsalis Quartethez, és ekkor is Grammy-díjat kapott.
A film- és televízióiparban zenészként szerepelt a Tonight Show-ban Jay Lenonál, és színészként Spike Lee „Mo Better Blues” című filmjében.
Watts aztán csatlakozott Kenny Garrett együtteséhez. 1995-ben visszatért New Yorkba, felvételeket készített Branford Marsalissal, valamint Danilo Pérez, Michael Brecker, Betty Carter, Kenny Kirkland, Courtney Pine, Geri Allen, Alice Coltrane, Greg Osby, McCoy Tyner, Steve Coleman, Gonzalo Rubalcaba, Harry Connick Jr. és Ravi Coltrane társaságában.

## Albumok
Tetemes diszkográfiájából tíz albumon zenekarvezető:
- Citizen Tain (1999)
- Bar Talk (2002)
- MegaWatts (Sunnyside 2003)
- Detained, Live at the Blue Note (2004)
- Folk's Songs (2007)
- WATTS (2009)
- Family (2011)
- Blue, Vol. 1 (2015)
- Wattify (2016)
- Blue, Vol. 2 (2016)

## Díjak
| Év   | Kategória                                              | Cím                                       | Műfaj | Eredmény | Megjegyzés                         |
| ---- | ------------------------------------------------------ | ----------------------------------------- | ----- | -------- | ---------------------------------- |
| 1985 | Best Jazz Instrumental Performance, Group              | Black Codes From the Underground          | Jazz  | Elnyerte | with Wynton Marsalis               |
| 1986 | Best Jazz Instrumental Performance, Group              | J Mood                                    | Jazz  | Elnyerte | with Wynton Marsalis               |
| 1987 | Best Jazz Instrumental Performance, Group              | Marsalis Standard Time - Vol. 1           | Jazz  | Elnyerte | with Wynton Marsalis               |
| 1992 | Best Jazz Instrumental Performance, Group              | I Heard You Twice the First Time          | Jazz  | Elnyerte | with Branford Marsalis             |
| 1990 | Best Jazz Instrumental Performance, Group              | Crazy People Music                        | Jazz  | Jelölve  | with Branford MArsalis Quartet     |
| 1999 | Best Jazz Instrumental Album by an Individual or Group | Requiem                                   | Jazz  | Jelölve  | with the Branford Marsalis Quartet |
| 2000 | Best Jazz Instrumental Album by an Individual or Group | Contemporary Jazz                         | Jazz  | Elnyerte | with the Branford Marsalis Quartet |
| 2004 | Best Jazz Instrumental Album by an Individual or Group | Eternal                                   | Jazz  | Jelölve  | with the Branford Marsalis Quartet |
| 2010 | Best Large Jazz Ensemble Album                         | Mingus Big Band Live at the Jazz Standard | Jazz  | Elnyerte | with the Mingus Big Band           |